# 网檐南星
网檐南星（学名：Arisaema utile）是天南星科天南星属的植物。分布在克什米尔地区、锡金、印度、不丹、尼泊尔以及中国大陆的云南、西藏等地，生长于海拔2,300米至4,000米的地区，多生在冷杉桦木林、灌丛、杜鹃林、铁杉林、冷杉林或高山草地，目前尚未由人工引种栽培。